# Göran Beijar
Sten Göran Beijar, född 19 oktober 1933 i Karperö, Korsholm, Finland, död 24 augusti 2002 i Korsholm, var en finlandssvensk politiker (SFP) och jurist. Beijar var medlem av kommunfullmäktige i Korsholm 1969-2002 och fullmäktigeordförande åren 1989-1990 och 1997-1998.
Beijar växte upp i en bondefamilj i Karperö som nummer tre i en syskonskara på fem barn. Efter folkskolan inledde han studier i Vasa och tog studenten 1953. Därefter vidtog studier på Helsingfors universitet varifrån han utexaminerades som vicehäradshövding 1964. Efter en sejour som skattedirektör i Korsholm tog Beijar anställning som jurist på Vasa Lantbruksdistrikt 1965. 1976 blev han distriktschef på samma byrå, en tjänst han innehade fram till sin pension 1993.
Förutom förtroendeuppdragen i hemkommunen var Beijar även riksdagskandidat 1983 och bedrev en egen juristbyrå åren 1993-2002.
Han erhöll Finlands Lejons Orden och var översergeant i reserven.
Göran Beijar var gift med lärarinnan Gertrud Beijar (född Holm), med vilken han fick tre söner.